# Nekrolog 1. Quartal 1967
Nekrolog
◄◄
| ◄
| 1963
| 1964
| 1965
| 1966
| 1967 | 1968 | 1969 | 1970 | 1971 | ► | ►►
1. Quartal |
2. Quartal |
3. Quartal |
4. Quartal 1967
Weitere Ereignisse | Allgemeiner Nekrolog 1967
Die Beschreibung der verstorbenen Person sollte so kurz wie möglich gehalten sein und nur deren signifikante Tätigkeit(en) enthalten.
Neue Namen ggf. auch unter dem Geburts- und Sterbedatum, also etwa unter 1. Januar und im Geburts- und Sterbejahr (2024) eintragen (nur bei entsprechender großer Wichtigkeit). Für Beispiele siehe die schon vorhandenen Artikel.
Außerdem über die fünf zuletzt Verstorbenen, zu denen es einen ausreichend guten Artikel für eine Präsentation auf der Hauptseite gibt, nach der todesbedingten Überarbeitung der Artikel ggf. auch unter Wikipedia Diskussion:Hauptseite informieren und sie am besten auch in den anderen Wikipedia-Sprachversionen eintragen. Tipp: Regelmäßig bei news.google.de nach „ist tot“, „gestorben“ oder „verstorben“ suchen.
Wenn eine Person gestorben ist, gibt es viele Seiten zu dieser Person in der Wikipedia, die davon auch betroffen sind und entsprechend aktualisiert werden müssen. Beispiele: Namenübersichtsseite, Geburtsjahr, Geburtsort-Seiten und viele mehr.
Wie finde ich die betroffenen Seiten?
Im Suchfeld auf der linken Seite gibt man den Suchbegriff so ein: „Vorname Nachname“. Dann klickt man auf Volltext und alle Seiten mit entsprechendem Suchtext werden aufgerufen. Hier sieht man dann schnell, wo auch das Todesjahr Sinn macht oder sogar ein Teil des Artikels angepasst werden muss. Auch hilft das „Werkzeug“ auf der linken Seite sehr gut, um solche Seiten aufzufinden: „Links auf diese Seite“. Somit ist die Wikipedia wieder aktuell in allen Bereichen! Hinweis: bei Eintragung der Kategorie „Gestorben JAHR“ wird der Missbrauchsfilter 49 ausgelöst, was jedoch nicht schlimm ist. Siehe: Spezial:Missbrauchsfilter/49
Dies ist eine Liste von im ersten Quartal 1967 verstorbenen bekannten Persönlichkeiten. Die Einträge erfolgen innerhalb der einzelnen Daten alphabetisch sortiert. Tiere sind im Nekrolog für Tiere zu finden.

## Januar
| Tag        | Name                                   | Beruf, bekannt als                                                                                              | Alter | Beleg |
| ---------- | -------------------------------------- | --- | ----- | ----- |
| 1. Januar  | Séamus Bourke                          | irischer Politiker (Sinn Féin, Cumann na nGaedheal und Fine Gael)                                               | 73    |       |
| 1. Januar  | Anton von Tschurtschenthaler           | österreichischer Offizier                                                                                       | 78    |       |
| 2. Januar  | Marcello Bertinetti                    | italienischer Fechter und Olympiasieger                                                                         | 81    |       |
| 2. Januar  | Iwan Kinow                             | bulgarischer Politiker und Generaloberst                                                                        | 73    |       |
| 2. Januar  | Moon Mullican                          | US-amerikanischer Country-Sänger und Pianist                                                                    | 57    |       |
| 2. Januar  | Hermann Reisinger                      | österreichisch-deutscher Politiker (NSDAP), MdR                                                                 | 66    |       |
| 2. Januar  | Antoine Rodriguez                      | französischer Fußballspieler                                                                                    | 48    |       |
| 2. Januar  | Emil von Sauer                         | deutscher Jurist und Rechtsanwalt                                                                               | 77    |       |
| 2. Januar  | Erwin von Sigel                        | deutscher Mittel- und Langstreckenläufer                                                                        | 82    |       |
| 3. Januar  | Eugène Cordonnier                      | französischer Turner                                                                                            | 74    |       |
| 3. Januar  | Jaroslav Fragner                       | tschechischer Architekt                                                                                         | 68    |       |
| 3. Januar  | Mary Garden                            | britische Opernsängerin (Sopran)                                                                                | 92    |       |
| 3. Januar  | Hugo Kehrer                            | deutscher Kunsthistoriker                                                                                       | 90    |       |
| 3. Januar  | Alfred Margul-Sperber                  | deutschsprachiger Schriftsteller                                                                                | 68    |       |
| 3. Januar  | Olga Milles                            | schwedisch-österreichische Malerin                                                                              | 92    |       |
| 3. Januar  | Reginald Punnett                       | britischer Genetiker                                                                                            | 91    |       |
| 3. Januar  | Jack Ruby                              | US-amerikanischer Mörder des Kennedy-Attentäters Lee Harvey Oswald                                              | 55    |       |
| 4. Januar  | John R. Beardall                       | US-amerikanischer Offizier, Konteradmiral der US-Navy                                                           | 79    |       |
| 4. Januar  | Adolf zu Bentheim-Tecklenburg          | deutscher Adeliger, fünfter Fürst des Hauses Bentheim-Tecklenburg                                               | 77    |       |
| 4. Januar  | Donald Campbell                        | britischer Geschwindigkeitsweltrekordler                                                                        | 45    |       |
| 4. Januar  | Moya Dyring                            | australische Malerin des Kubismus und des Intimismus                                                            | 57    |       |
| 4. Januar  | Robert Gordon-Canning                  | britischer politischer Aktivist                                                                                 | 78    |       |
| 4. Januar  | Mohamed Khider                         | algerischer Politiker                                                                                           | 54    |       |
| 4. Januar  | Jan Kanty Lorek                        | Bischof von Sandomierz                                                                                          | 80    |       |
| 4. Januar  | Alwin Walther                          | deutscher Mathematiker, Ingenieur und Hochschullehrer                                                           | 68    |       |
| 4. Januar  | Leo Wilkens                            | schwedischer Ruderer                                                                                            | 73    |       |
| 5. Januar  | Luise Helletsgruber                    | österreichische Opernsängerin (Sopran)                                                                          | 65    |       |
| 5. Januar  | Mina Tobler                            | Schweizer Pianistin und Klavierlehrerin                                                                         | 86    |       |
| 5. Januar  | Zhu Shilin                             | chinesischer Filmregisseur und Drehbuchautor                                                                    | 67    |       |
| 6. Januar  | Georges Hoël                           | französischer Turner                                                                                            | 76    |       |
| 6. Januar  | Giovanni Lacchini                      | italienischer Astronom                                                                                          | 82    |       |
| 6. Januar  | Joseph Meiß                            | deutscher katholischer Geistlicher                                                                              | 88    |       |
| 7. Januar  | Johann Beck                            | deutscher SS-Führer                                                                                             | 78    |       |
| 7. Januar  | Bruno Böttge                           | deutscher Politiker, MdV, Bürgermeister von Eisleben, Häftling im Konzentrationslager und Landtagspräsident ... | 75    |       |
| 7. Januar  | David Goodis                           | US-amerikanischer Schriftsteller                                                                                | 49    |       |
| 7. Januar  | Herbert Merkel                         | deutscher Diplomat (DDR)                                                                                        |       |       |
| 7. Januar  | Hans Oehler                            | Schweizer Publizist, Verleger und Sympathisant des Nationalsozialismus                                          | 78    |       |
| 7. Januar  | Carl Schuricht                         | deutscher Dirigent                                                                                              | 86    |       |
| 7. Januar  | Otto Heinrich Strohmeyer               | deutscher Architekt, Bildhauer, Grafiker, Maler, Musiker und Autor                                              | 72    |       |
| 7. Januar  | Franz Tuschek                          | österreichischer Marathonläufer                                                                                 | 67    |       |
| 7. Januar  | Mate Ujević                            | kroatischer Schriftsteller und Verleger                                                                         | 65    |       |
| 8. Januar  | Theodor Ankermann                      | deutscher Gewerkschafter und Politiker                                                                          | 78    |       |
| 8. Januar  | Zbigniew Cybulski                      | polnischer Schauspieler                                                                                         | 39    |       |
| 8. Januar  | Josef Frank                            | österreichischer Architekt                                                                                      | 81    |       |
| 8. Januar  | Ernst Howald                           | Schweizer klassischer Philologe                                                                                 | 79    |       |
| 8. Januar  | Friedrich Iwan                         | deutscher Maler und Grafiker                                                                                    | 77    |       |
| 8. Januar  | Nikolai Pawlowitsch Ochlopkow          | russisch-sowjetischer Schauspieler und Theaterregisseur                                                         | 66    |       |
| 9. Januar  | Clarence Adcock                        | US-amerikanischer Offizier der US Army                                                                          | 71    |       |
| 9. Januar  | Denis Browne                           | australischer Kinderchirurg                                                                                     | 74    |       |
| 9. Januar  | Waldo Frank                            | US-amerikanischer Schriftsteller und Kritiker                                                                   | 77    |       |
| 9. Januar  | Hermann Herold                         | Bankier und Rechtsanwalt am Oberlandesgericht Düsseldorf                                                        | 76    |       |
| 9. Januar  | Ottomar Jänichen                       | deutscher Außenhandelskaufmann und Schriftsteller                                                               | 66    |       |
| 9. Januar  | Otto Kirschmer                         | deutscher Physiker                                                                                              | 68    |       |
| 9. Januar  | Anna Löffler-Winkler                   | russisch-deutsche Malerin                                                                                       | 76    |       |
| 9. Januar  | Josef Preußler                         | deutschsprachiger Lehrer, Heimat- und Volkskundler zunächst österreichischer, dann tschechoslowakischer und ... | 75    |       |
| 9. Januar  | Carl Stegmann                          | deutscher Kaufmann und Reeder                                                                                   | 85    |       |
| 9. Januar  | Rob Swope                              | US-amerikanischer Jazz-Posaunist                                                                                | 40    |       |
| 9. Januar  | Adolf Vančura                          | österreichischer Komponist                                                                                      | 66    |       |
| 9. Januar  | Errick Willis                          | kanadischer Politiker und Curler, Vizegouverneur von Manitoba                                                   | 70    |       |
| 10. Januar | Karl Appel                             | österreichischer Politiker (SPÖ), Abgeordneter zum Nationalrat                                                  | 74    |       |
| 10. Januar | Charlotte Berend-Corinth               | deutsche Künstlerin der Berliner Secession und Ehefrau des Malers Lovis Corinth                                 | 86    |       |
| 10. Januar | Charles E. Burchfield                  | US-amerikanischer Maler                                                                                         | 73    |       |
| 10. Januar | Enrique Delfino                        | argentinischer Tangopianist und -komponist, Schauspieler und Humorist                                           | 71    |       |
| 10. Januar | Ludwig Engels                          | deutscher Schachspieler                                                                                         | 61    |       |
| 10. Januar | John E. Fogarty                        | US-amerikanischer Politiker                                                                                     | 53    |       |
| 10. Januar | Walter Gättke                          | deutscher Lyriker, Dramatiker und Theaterkritiker                                                               | 70    |       |
| 10. Januar | Peter Jacobs                           | deutscher Journalist und Politiker (SPD), MdL, MdB                                                              | 60    |       |
| 10. Januar | Hans Kohnert                           | Unternehmer, Fabrikant, Handelskammerpräsident und Maler                                                        | 79    |       |
| 10. Januar | Vilhelms Munters                       | lettischer Staatsmann und Diplomat, Außenminister der Republik Lettland (1936–1940)                             | 68    |       |
| 10. Januar | Erich Neuberg                          | österreichischer Regisseur                                                                                      | 38    |       |
| 10. Januar | Radhabinod Pal                         | indischer Rechtswissenschaftler und Richter                                                                     | 80    |       |
| 10. Januar | Vilém Petrželka                        | tschechischer Komponist                                                                                         | 77    |       |
| 10. Januar | Heribert Schneller                     | deutscher Astronom                                                                                              | 65    |       |
| 11. Januar | August Bertsche                        | deutscher Verwaltungsbeamter                                                                                    | 83    |       |
| 11. Januar | Martin Lindow                          | deutscher Astronom                                                                                              | 86    |       |
| 11. Januar | Josef Zauner                           | österreichischer Politiker (CSP), Abgeordneter zum Nationalrat                                                  | 90    |       |
| 11. Januar | Wolfgang Zeller                        | deutscher Komponist u. a. von Filmmusik                                                                         | 73    |       |
| 12. Januar | James Bedford                          | US-amerikanischer Psychologieprofessor                                                                          | 73    |       |
| 12. Januar | Burhan Asaf Belge                      | türkischer Politiker                                                                                            | 67    |       |
| 12. Januar | Hermann Perl                           | deutscher Keramiker und Bildhauer                                                                               | 88    |       |
| 12. Januar | Herbert Putnam                         | US-amerikanischer Mittelstreckenläufer                                                                          | 76    |       |
| 12. Januar | Holland M. Smith                       | US-amerikanischer General des United States Marine Corps                                                        | 84    |       |
| 12. Januar | Marianne Stanior                       | deutsche Schauspielerin und Tänzerin                                                                            | 56    |       |
| 13. Januar | Ove Andersen                           | finnischer Hindernisläufer                                                                                      | 67    |       |
| 13. Januar | Anatole de Grunwald                    | russisch-britischer Filmproduzent                                                                               | 56    |       |
| 13. Januar | Friedl Münzer                          | österreichische Schauspielerin und Holocaustüberlebende                                                         | 74    |       |
| 13. Januar | Wilhelm Seipel                         | deutscher Politiker (NSDAP), MdR                                                                                | 63    |       |
| 13. Januar | Frans Vink                             | niederländischer Jazzmusiker und Fotograf                                                                       | 48    |       |
| 14. Januar | Erik Blomqvist                         | schwedischer Speerwerfer und Kugelstoßer                                                                        | 70    |       |
| 14. Januar | Karl Franz                             | deutscher Politiker (SPD), MdR                                                                                  | 85    |       |
| 14. Januar | James Lorimer Ilsley                   | kanadischer Politiker und Richter                                                                               | 73    |       |
| 14. Januar | Miklós Kállay                          | ungarischer Politiker                                                                                           | 79    |       |
| 14. Januar | John D. M. McCallum                    | nordirischer Badmintonspieler und -funktionär                                                                   | 83    |       |
| 14. Januar | Martin Schönenborn                     | Politiker (Zentrum, CDU), MdL                                                                                   | 69    |       |
| 14. Januar | Hans Walter                            | Schweizer Ruderer                                                                                               | 77    |       |
| 15. Januar | Josef Brunner                          | österreichischer Pilot und Offizier                                                                             | 77    |       |
| 15. Januar | Dawid Dawidowitsch Burljuk             | russisch-US-amerikanischer Künstler                                                                             | 84    |       |
| 15. Januar | Sam Chedgzoy                           | englischer Fußballspieler                                                                                       | 77    |       |
| 15. Januar | Walter Deckwarth                       | deutscher Glasmaler                                                                                             | 67    |       |
| 15. Januar | Christoph Hartung von Hartungen        | österreichisch-italienischer Arzt                                                                               | 84    |       |
| 15. Januar | Stephanie Hüllenhagen                  | deutsche Näherin und Gerechte unter den Völkern                                                                 | 73    |       |
| 15. Januar | Wassili Pawlowitsch Iljenkow           | sowjetisch-russischer Schriftsteller des Sozialistischen Realismus                                              | 69    |       |
| 15. Januar | Annibale Ninchi                        | italienischer Schauspieler                                                                                      | 79    |       |
| 15. Januar | Albert Szirmai                         | ungarischer Operettenkomponist und Dirigent                                                                     | 86    |       |
| 15. Januar | Eugen Wullen                           | deutscher Offizier, zuletzt Generalarzt der Luftwaffe im Zweiten Weltkrieg                                      | 74    |       |
| 16. Januar | Gabriela Adorni                        | italienische Opernsängerin (Mezzosopran)                                                                        |       |       |
| 16. Januar | Elisabeth Hahn                         | deutsche Malerin, Grafikerin und Kunsthandwerkerin                                                              | 83    |       |
| 16. Januar | Fritz Koch                             | deutscher Jurist und Politiker (SPD); bayerischer Staatsminister                                                | 70    |       |
| 16. Januar | Marie Majerová                         | tschechische Prosaistin und Journalistin                                                                        | 84    |       |
| 16. Januar | Iwan Iwanowitsch Meschtschaninow       | sowjetischer Sprachwissenschaftler und Archäologe                                                               | 83    |       |
| 16. Januar | Wilhelm Petrascheck                    | österreichischer Geologe                                                                                        | 90    |       |
| 16. Januar | Max Schuler                            | Politiker Rheinland-Pfalz                                                                                       | 73    |       |
| 16. Januar | Albert Schumburg                       | deutscher Schwimmer                                                                                             | 57    |       |
| 16. Januar | Mary Hamilton Swindler                 | US-amerikanische Archäologin                                                                                    | 83    |       |
| 16. Januar | Robert Jemison Van de Graaff           | US-amerikanischer Physiker                                                                                      | 65    |       |
| 16. Januar | Max Wenzel                             | deutscher Rechtswissenschaftler und Staatsrechtslehrer                                                          |       |       |
| 17. Januar | Louis Blondel                          | Schweizer Archäologe                                                                                            | 81    |       |
| 17. Januar | Jiří Levý                              | tschechischer Literaturtheoretiker und Historiker                                                               | 40    |       |
| 17. Januar | Delos Wheeler Lovelace                 | US-amerikanischer Schriftsteller und Journalist                                                                 | 72    |       |
| 17. Januar | Evelyn Nesbit                          | US-amerikanisches Modell und Schauspielerin                                                                     | 82    |       |
| 17. Januar | Clemens Pölking                        | deutscher Politiker (CDU), MdL                                                                                  | 51    |       |
| 17. Januar | Barney Ross                            | US-amerikanischer Boxer                                                                                         | 57    |       |
| 17. Januar | Jozef Verachtert                       | belgischer Radrennfahrer                                                                                        | 34    |       |
| 18. Januar | Harry Antrim                           | US-amerikanischer Schauspieler                                                                                  | 82    |       |
| 18. Januar | Thyde Monnier                          | französische Schriftstellerin                                                                                   | 79    |       |
| 18. Januar | Alexander Nikolajewitsch Terenin       | sowjetischer Physikochemiker                                                                                    | 70    |       |
| 19. Januar | Grace Cunard                           | US-amerikanische Schauspielerin, Regisseurin und Drehbuchautorin                                                | 73    |       |
| 19. Januar | Friedrich-Wilhelm Jakoby               | deutscher Polizeibeamter und Offizier, zuletzt Generalleutnant im Zweiten Weltkrieg                             | 67    |       |
| 19. Januar | László Péri                            | ungarisch-britischer Bildhauer                                                                                  | 77    |       |
| 19. Januar | Taavi Tamminen                         | finnischer Ringer                                                                                               | 77    |       |
| 20. Januar | Josef Bidlingmaier                     | deutscher Uhrenfabrikant und Gründer der Uhrenfabrik Bifora                                                     | 96    |       |
| 20. Januar | Einar Bruun                            | norwegischer Schneider, Stummfilmschauspieler und Stummfilmregisseur                                            | 76    |       |
| 20. Januar | Giulio Calì                            | italienischer Schauspieler                                                                                      | 71    |       |
| 20. Januar | Giacomo Debenedetti                    | italienischer Autor und Literaturkritiker                                                                       | 65    |       |
| 20. Januar | John Eller                             | US-amerikanischer Leichtathlet                                                                                  | 83    |       |
| 20. Januar | Harry Gillmann                         | deutscher Schauspieler                                                                                          | 69    |       |
| 20. Januar | Otto Heinrich                          | deutscher Maler                                                                                                 | 75    |       |
| 20. Januar | Karl Herwig                            | Nazi-Kriegsverbrecher                                                                                           | 71    |       |
| 20. Januar | Hugo Körtzinger                        | deutscher Maler, Bildhauer, Schriftsteller und Orgelspieler                                                     | 74    |       |
| 20. Januar | Emil Leinhas                           | deutscher Kaufmann und Anthroposoph                                                                             | 88    |       |
| 20. Januar | Georg Schmelzer                        | österreichischer Politiker (ÖVP), Landtagsabgeordneter im Burgenland                                            | 69    |       |
| 20. Januar | Albin Tenner                           | deutscher Politiker (USPD, KPD, KPO)                                                                            | 81    |       |
| 20. Januar | Paul Wessel                            | deutscher Politiker (SED), MdV, Mitglied des Kleinen Sekretariats des Politbüros des Parteivorstandes der SE... | 62    |       |
| 21. Januar | Stanisław Brukalski                    | polnischer Architekt                                                                                            | 72    |       |
| 21. Januar | Wilhelm Korspeter                      | deutscher Politiker (SPD), MdL                                                                                  | 69    |       |
| 21. Januar | Henri Mallard                          | australischer Fotograf                                                                                          | 82    |       |
| 21. Januar | Michael Paryla                         | österreichischer Film- und Fernsehschauspieler                                                                  |       |       |
| 21. Januar | Armando Poggioli                       | italienischer Hammer- und Diskuswerfer                                                                          | 78    |       |
| 21. Januar | Martha Ringier                         | Schweizer Schriftstellerin                                                                                      | 92    |       |
| 21. Januar | Dorothea von Sachsen-Coburg und Gotha  | Prinzessin von Sachsen-Coburg und Gotha und Herzogin zu Sachsen                                                 | 85    |       |
| 21. Januar | Gerhart Seger                          | deutscher sozialdemokratischer Politiker (USPD, SPD), MdR und Publizist                                         | 70    |       |
| 21. Januar | Ann Sheridan                           | US-amerikanische Schauspielerin                                                                                 | 51    |       |
| 22. Januar | Wilhelm Bonatz                         | deutscher Polizeibeamter und Gestapo-Mitarbeiter                                                                | 83    |       |
| 22. Januar | Charles A. Buckley                     | US-amerikanischer Politiker                                                                                     | 76    |       |
| 22. Januar | Henry Aldous Dixon                     | US-amerikanischer Politiker (Republikanische Partei)                                                            | 76    |       |
| 22. Januar | Wolfgang Huck                          | deutscher Verleger (Münchner Zeitung, Münchner Merkur)                                                          | 77    |       |
| 22. Januar | Alfred Mahlau                          | deutscher Maler, Grafiker und Hochschullehrer                                                                   | 72    |       |
| 22. Januar | Jobyna Ralston                         | US-amerikanische Schauspielerin                                                                                 | 67    |       |
| 22. Januar | Werner Repenning                       | deutscher Brigadegeneral                                                                                        | 52    |       |
| 23. Januar | Friedrich Hanker                       | deutscher Politiker (DP), MdL                                                                                   | 81    |       |
| 23. Januar | John William Heslop-Harrison           | britischer Botaniker                                                                                            |       |       |
| 23. Januar | Ariyakkudi Ramanuja Iyengar            | indischer Sänger der karnatischen Musik                                                                         | 76    |       |
| 23. Januar | Paul Martin                            | ungarischer Filmregisseur und Drehbuchautor                                                                     | 67    |       |
| 23. Januar | Holcombe Ward                          | US-amerikanischer Tennisspieler                                                                                 | 88    |       |
| 24. Januar | Guido Bagier                           | deutscher Tonmeister, Filmregisseur, Filmproduzent, Schriftsteller und Filmkomponist, ein Pionier der Entwic... | 78    |       |
| 24. Januar | Ján Bakoš                              | slowakischer evangelischer Theologe, Semitist und Hochschullehrer in Bratislava, Begründer der modernen slow... | 76    |       |
| 24. Januar | Luigi Federzoni                        | italienischer Politiker, Mitglied der Camera dei deputati                                                       | 88    |       |
| 24. Januar | Oliverio Girondo                       | argentinischer Journalist und Schriftsteller                                                                    | 75    |       |
| 24. Januar | Tomaz Kim                              | angolanischer Lyriker und Übersetzer                                                                            | 51    |       |
| 25. Januar | Ettore Bastianini                      | italienischer Opernsänger (Bariton)                                                                             | 44    |       |
| 25. Januar | Heinz Bergemann                        | deutscher Politiker (SPD), MdA                                                                                  | 43    |       |
| 25. Januar | Michael Devaney                        | US-amerikanischer Hindernis-, Mittel- und Langstreckenläufer                                                    | 75    |       |
| 25. Januar | Kobina Arku Korsah                     | ghanaischer Chief Justice                                                                                       | 72    |       |
| 25. Januar | William Scholz                         | deutscher Schiffbau- und Maschinenbauingenieur                                                                  | 82    |       |
| 26. Januar | Hermann Adler                          | deutscher Offizier, zuletzt Generalmajor im Zweiten Weltkrieg und Militärschriftsteller                         | 76    |       |
| 26. Januar | Hans Ebert                             | deutscher Jurist und Politiker                                                                                  | 77    |       |
| 26. Januar | Walter Gentz                           | deutscher Jurist und Verwaltungsbeamter                                                                         | 59    |       |
| 26. Januar | Alick Isaacs                           | britischer Virologe und Immunologe                                                                              | 45    |       |
| 26. Januar | August Klingenheben                    | deutscher Afrikanist                                                                                            | 80    |       |
| 26. Januar | Erwin Kruppa                           | österreichischer Mathematiker                                                                                   | 81    |       |
| 26. Januar | Carl Lomb                              | deutscher Politiker (Zentrum), MdL                                                                              | 78    |       |
| 26. Januar | Albert Rémy                            | französischer Schauspieler                                                                                      | 51    |       |
| 26. Januar | Dobri Terpeschew                       | bulgarischer Politiker                                                                                          | 82    |       |
| 26. Januar | Kenneth Thomson                        | US-amerikanischer Filmschauspieler                                                                              | 68    |       |
| 27. Januar | Roger B. Chaffee                       | US-amerikanischer Astronaut                                                                                     | 31    |       |
| 27. Januar | Gus Grissom                            | US-amerikanischer Astronaut                                                                                     | 40    |       |
| 27. Januar | James J. Heffernan                     | US-amerikanischer Architekt und Politiker                                                                       | 78    |       |
| 27. Januar | Francesco Imberti                      | italienischer Geistlicher, Bischof des Bistums Aosta; Erzbischof des Erzbistums Vercelli                        | 84    |       |
| 27. Januar | Alphonse Juin                          | französischer Marschall                                                                                         | 78    |       |
| 27. Januar | Louis Kahn                             | französischer Marineingenieuroffizier und jüdischer Funktionär                                                  | 71    |       |
| 27. Januar | David Maxwell Fyfe, 1. Earl of Kilmuir | britischer Politiker (Conservative Party), Mitglied des House of Commons                                        | 66    |       |
| 27. Januar | Wilhelm Rott                           | deutscher Theologe, Widerstandskämpfer und Pfarrer                                                              | 59    |       |
| 27. Januar | Max Willi Sahmland                     | deutsches Todesopfer der Berliner Mauer                                                                         | 37    |       |
| 27. Januar | Giovanni Schiavo                       | italienischer Ordensgeistlicher und Seliger der römisch-katholischen Kirche                                     | 63    |       |
| 27. Januar | Luigi Tenco                            | italienischer Sänger                                                                                            | 28    |       |
| 27. Januar | Edward Higgins White                   | US-amerikanischer Astronaut                                                                                     | 36    |       |
| 27. Januar | Wilhelm Willemer                       | deutscher Offizier                                                                                              | 62    |       |
| 27. Januar | Ernst Zöllner                          | deutscher KPD- und FDGB-Funktionär                                                                              | 64    |       |
| 28. Januar | Ludwig Frederick Audrieth              | US-amerikanischer Chemiker                                                                                      | 65    |       |
| 28. Januar | Théomir Devaux                         | französischer Priester                                                                                          | 81    |       |
| 28. Januar | Carlton W. Faulkner                    | US-amerikanischer Tontechniker                                                                                  | 62    |       |
| 28. Januar | Tora Vega Holmström                    | schwedische Malerin                                                                                             | 86    |       |
| 28. Januar | George Nicol                           | britischer Sprinter                                                                                             | 80    |       |
| 28. Januar | Herbert Noth                           | deutscher Architekt und Hochschullehrer                                                                         | 59    |       |
| 28. Januar | Erich Rominger                         | deutscher Pädiater und Hochschullehrer                                                                          | 80    |       |
| 28. Januar | Bechor-Schalom Schitrit                | israelischer Politiker und Minister                                                                             |       |       |
| 28. Januar | Leonhard Seppala                       | norwegischer Musher und Hundezüchter                                                                            | 89    |       |
| 29. Januar | Graham Arthur Barden                   | US-amerikanischer Politiker                                                                                     | 70    |       |
| 29. Januar | Marten von Barnekow                    | deutscher Springreiter                                                                                          | 66    |       |
| 29. Januar | Jean Boutière                          | französischer Romanist, Provenzalist und Rumänist                                                               | 68    |       |
| 29. Januar | Mathilde Lejeune-Jehle                 | Schweizer Lehrerin, Pazifistin und Bildungspolitikerin                                                          | 81    |       |
| 29. Januar | Hermann Neuling                        | deutscher Hornist und Komponist                                                                                 | 69    |       |
| 29. Januar | George Stuart Robertson                | britischer Leichtathlet und Tennisspieler                                                                       | 94    |       |
| 29. Januar | Walter Rühland                         | deutscher Tontechniker                                                                                          | 61    |       |
| 30. Januar | Lewis O. Barrows                       | US-amerikanischer Politiker, Gouverneur von Maine                                                               | 73    |       |
| 30. Januar | Paul Günther                           | deutscher Politiker (CDU), MdL                                                                                  | 67    |       |
| 31. Januar | Otto Dibelius                          | deutscher evangelischer Theologe                                                                                | 86    |       |
| 31. Januar | Marthe Donas                           | belgische Malerin                                                                                               | 81    |       |
| 31. Januar | Oskar Fischinger                       | deutsch-US-amerikanischer Filmemacher und Pionier des abstrakten Films                                          | 66    |       |
| 31. Januar | Poul Henningsen                        | dänischer Designer und selbstständiger Architekt                                                                | 72    |       |
| 31. Januar | Geoffrey O’Hara                        | kanadisch-US-amerikanischer Sänger und Komponist                                                                | 84    |       |
| 31. Januar | Eddie Tolan                            | US-amerikanischer Sprinter                                                                                      | 58    |       |

## Februar
| Tag         | Name                                                           | Beruf, bekannt als                                                                                              | Alter | Beleg |
| ----------- | -------------------------------------------------------------- | --- | ----- | ----- |
| 1. Februar  | Richard L. Breen                                               | US-amerikanischer Drehbuchautor und Filmregisseur                                                               | 48    |       |
| 1. Februar  | Nold Halder                                                    | Schweizer Bibliothekar und Archivar                                                                             | 67    |       |
| 1. Februar  | Nico Rost                                                      | niederländischer Schriftsteller, Journalist und Antifaschist                                                    | 70    |       |
| 1. Februar  | Friedrich Walburg                                              | deutscher Pädagoge und Historiker sowie Bremer Oberstudiendirektor                                              | 76    |       |
| 1. Februar  | Günther Woermann                                               | deutscher Ingenieur, Manager der Maschinen- und Schiffbauindustrie und Metallwarenfabrikant                     | 66    |       |
| 2. Februar  | Helene Bernatzik                                               | österreichische Textilkünstlerin und Kunsthandwerkerin                                                          | 78    |       |
| 2. Februar  | Wilhelm Buddenberg                                             | deutscher Maler                                                                                                 | 76    |       |
| 2. Februar  | Heinrich Fausel                                                | deutscher evangelischer Theologe und Luther-Forscher                                                            | 66    |       |
| 2. Februar  | Hermann Ohnesorge                                              | deutscher Turnlehrer, Begründer des modernen Kinderturnens                                                      | 79    |       |
| 2. Februar  | Rosine Speicher                                                | deutsche Frauenrechtlerin und Redakteurin                                                                       | 82    |       |
| 3. Februar  | Demba Diop                                                     | senegalesischer Politiker                                                                                       | 39    |       |
| 3. Februar  | Alfred Hermann                                                 | deutscher Ägyptologe                                                                                            | 62    |       |
| 3. Februar  | Stefan Heymann                                                 | deutscher kommunistischer Widerstandskämpfer, politischer KZ-Häftling, Landtagsabgeordneter und Botschafter     | 70    |       |
| 3. Februar  | Karl Kirchmann                                                 | deutscher Politiker (SPD), MdR                                                                                  | 81    |       |
| 3. Februar  | Joe Meek                                                       | britischer Musikproduzent und Songwriter                                                                        | 37    |       |
| 3. Februar  | Friedrich Wilhelm Neuendorf                                    | deutscher Heimatforscher                                                                                        | 79    |       |
| 3. Februar  | Heinrich Riegel                                                | deutscher Politiker (SPD), MdL                                                                                  | 83    |       |
| 3. Februar  | Abelardo L. Rodríguez                                          | Präsident von Mexiko                                                                                            | 77    |       |
| 3. Februar  | Ronald Ryan                                                    | australischer Verbrecher                                                                                        | 41    |       |
| 4. Februar  | Martin C. Ansorge                                              | US-amerikanischer Jurist und Politiker                                                                          | 85    |       |
| 4. Februar  | Cevat Rıfat Atilhan                                            | türkischer Schriftsteller und Militär                                                                           |       |       |
| 4. Februar  | Amy Marjorie Dale                                              | britische Gräzistin                                                                                             | 66    |       |
| 4. Februar  | Igo Etrich                                                     | österreichischer Pilot und Flugzeugkonstrukteur                                                                 | 87    |       |
| 4. Februar  | Bruno Karberg                                                  | deutscher Gebrauchsgrafiker und Maler                                                                           | 70    |       |
| 4. Februar  | Karl Krammer                                                   | österreichischer Kaufmann und Politiker (SPÖ), Abgeordneter zum Nationalrat, Mitglied des Bundesrates           | 57    |       |
| 4. Februar  | Titus von Lanz                                                 | deutscher Anatom                                                                                                | 70    |       |
| 4. Februar  | Alfons Maria Lins                                              | deutscher römisch-katholischer Theologe und Priester, Führer der Bündischen Jugend                              | 78    |       |
| 4. Februar  | Erich Meyer                                                    | deutscher Kunsthistoriker                                                                                       | 69    |       |
| 4. Februar  | Väinö Albert Nuorteva                                          | finnischer Schriftsteller und Journalist                                                                        | 77    |       |
| 4. Februar  | Herman Teirlinck                                               | belgischer Romanschriftsteller, Dramatiker und Dichter                                                          | 87    |       |
| 4. Februar  | George Varnell                                                 | US-amerikanischer Hürdenläufer                                                                                  | 84    |       |
| 5. Februar  | Otto Backenköhler                                              | deutscher Marineoffizier und Admiral im Zweiten Weltkrieg                                                       | 75    |       |
| 5. Februar  | Peter Dohrn                                                    | deutscher Politiker (CDU), MdL                                                                                  | 86    |       |
| 5. Februar  | Leo Goehring                                                   | US-amerikanischer Hoch- und Weitspringer                                                                        | 75    |       |
| 5. Februar  | Emmy Lüthje                                                    | deutsche Politikerin (CDU), MdL                                                                                 | 71    |       |
| 5. Februar  | Violeta Parra                                                  | chilenische Folkloremusikerin, Komponistin und bildende Künstlerin                                              | 49    |       |
| 5. Februar  | Karl Roth                                                      | deutscher Medailleur, Maler und Bildhauer                                                                       | 66    |       |
| 5. Februar  | Willy Wendt                                                    | deutscher Politiker (SPD), MdL                                                                                  | 60    |       |
| 5. Februar  | Klaus Zimmermann                                               | deutscher Zoologe                                                                                               | 72    |       |
| 6. Februar  | Reinhard Boetzkes                                              | deutscher Klassischer Philologe und Gymnasiallehrer                                                             | 80    |       |
| 6. Februar  | Martine Carol                                                  | französische Schauspielerin                                                                                     | 46    |       |
| 6. Februar  | Walter Fischer                                                 | deutscher Politiker (SPD), MdL                                                                                  | 49    |       |
| 6. Februar  | Charles Heerey                                                 | irischer Ordensgeistlicher, römisch-katholischer Erzbischof von Onitsha                                         | 76    |       |
| 6. Februar  | Ella Jonas-Stockhausen                                         | deutsche Pianistin und Musikpädagogin                                                                           | 83    |       |
| 6. Februar  | Henry Morgenthau                                               | US-amerikanischer Politiker                                                                                     | 75    |       |
| 6. Februar  | Hans Nielsen                                                   | dänischer Boxer im Feder- und im Leichtgewicht                                                                  | 67    |       |
| 7. Februar  | Nils von Kantzow                                               | schwedischer Militär und Olympiasieger                                                                          | 81    |       |
| 7. Februar  | William Preston Lane                                           | US-amerikanischer Politiker, Gouverneur von Maryland                                                            | 74    |       |
| 7. Februar  | Wilhelm Rieke                                                  | niedersächsischer Politiker (SPD)                                                                               | 86    |       |
| 7. Februar  | Franz Rosenberger                                              | rumäniendeutscher Komponist und Militärmusiker                                                                  |       |       |
| 7. Februar  | David Unaipon                                                  | australischer Schriftsteller, Erfinder und politischer Aktivist                                                 | 94    |       |
| 8. Februar  | Max Arndt                                                      | deutscher Ingenieur                                                                                             | 70    |       |
| 8. Februar  | Victor Gollancz                                                | britischer Verleger und Friedensaktivist                                                                        | 73    |       |
| 8. Februar  | Jotham Johnson                                                 | US-amerikanischer Klassischer Archäologe                                                                        | 61    |       |
| 8. Februar  | Willi Langbein                                                 | deutscher Maler                                                                                                 | 71    |       |
| 8. Februar  | Chaerul Saleh                                                  | indonesischer Politiker                                                                                         | 50    |       |
| 9. Februar  | Rosa Aschenbrenner                                             | deutsche Politikerin (USPD, SPD), MdL                                                                           | 81    |       |
| 9. Februar  | Giorgio Bianchi                                                | italienischer Filmregisseur, Drehbuchautor und Schauspieler                                                     | 62    |       |
| 9. Februar  | Santiago Luis Copello                                          | argentinischer Geistlicher, Erzbischof von Buenos Aires und Kardinal                                            | 87    |       |
| 9. Februar  | Marta Curellich                                                | italienische Opernsängerin (Mezzosopran)                                                                        |       |       |
| 9. Februar  | Camilla von Hollay                                             | ungarische Schauspielerin                                                                                       | 67    |       |
| 9. Februar  | August Kierspel                                                | deutscher Lehrer und Heimatdichter                                                                              | 82    |       |
| 9. Februar  | Albrecht Leo Merz                                              | deutscher Senator und Schulgründer                                                                              | 83    |       |
| 9. Februar  | Christian Ludwig                                               | tschechoslowakisch-österreichischer Baumeister und Architekt                                                    | 65    |       |
| 9. Februar  | Ernesto Rossi                                                  | italienischer Politiker, Journalist und Antifaschist                                                            | 69    |       |
| 9. Februar  | Franz Roubal                                                   | österreichischer Maler                                                                                          | 77    |       |
| 9. Februar  | Willi Steinhof                                                 | deutscher Fußballspieler, Leichtathlet und Sportfunktionär                                                      | 87    |       |
| 9. Februar  | Wladimir Nikolajewitsch Sukatschow                             | russischer Forstwissenschaftler und Geobotaniker                                                                | 86    |       |
| 10. Februar | Anders Hylander                                                | schwedischer Turner                                                                                             | 83    |       |
| 10. Februar | Pierre Rolland                                                 | französischer Schachspieler und Professor für Philosophie                                                       | 40    |       |
| 10. Februar | Peter Ryefelt                                                  | dänischer Fechter                                                                                               | 73    |       |
| 10. Februar | Friedrich Schöll                                               | deutscher Unitarier                                                                                             | 92    |       |
| 10. Februar | Adalbert Schreiber                                             | deutscher Politiker                                                                                             | 71    |       |
| 10. Februar | Vinzenz Stehle                                                 | deutscher Politiker (NSDAP), MdR                                                                                | 66    |       |
| 10. Februar | Henry Sze                                                      | chinesischer Ingenieur und Schauspieler beim deutschen Film                                                     | 81    |       |
| 11. Februar | Fritz Altwein                                                  | deutscher KPD-Funktionär und Politiker                                                                          | 77    |       |
| 11. Februar | Simon Brehm                                                    | schwedischer Jazz-Bassist und Bigband-Leader                                                                    | 45    |       |
| 11. Februar | Clara Büttiker                                                 | Schweizer Journalistin, Frauenrechtlerin und Schriftstellerin                                                   | 80    |       |
| 11. Februar | Edmond Hall                                                    | US-amerikanischer Jazz-Klarinettist                                                                             | 65    |       |
| 11. Februar | Abraham J. Muste                                               | US-amerikanischer reformierter Geistlicher, sozialistischer Gewerkschafts- und Friedensaktivist                 | 82    |       |
| 11. Februar | Julius Ringel                                                  | österreichischer General der Gebirgstruppe im Zweiten Weltkrieg                                                 | 77    |       |
| 11. Februar | Edgar Röhricht                                                 | deutscher Offizier, General der Infanterie                                                                      | 74    |       |
| 11. Februar | Josephine Platner Shear                                        | US-amerikanische Klassische Archäologin                                                                         | 65    |       |
| 12. Februar | Louise Diel                                                    | deutsche Journalistin und Schriftstellerin                                                                      | 74    |       |
| 12. Februar | Helmuth Pommer                                                 | österreichischer evangelischer Pfarrer                                                                          | 83    |       |
| 12. Februar | Preben Rist                                                    | dänischer Schauspieler und Regisseur                                                                            | 82    |       |
| 12. Februar | Hans Schikola                                                  | österreichischer Lehrer und Mundartexperte                                                                      | 76    |       |
| 12. Februar | Muggsy Spanier                                                 | US-amerikanischer Jazzmusiker                                                                                   | 65    |       |
| 12. Februar | Richard Henry Stevens                                          | Major der britischen Armee und ab 1939 Leiter des Passport Control Office (PCO) des britischen Secret Intell... | 73    |       |
| 12. Februar | Bernhard Villinger                                             | deutscher Arzt, Sportler, Filmpionier und Forscher                                                              | 77    |       |
| 12. Februar | Lothar Zotz                                                    | deutscher Prähistoriker                                                                                         | 67    |       |
| 13. Februar | Aikawa Yoshisuke                                               | japanischer Unternehmer und Politiker                                                                           | 86    |       |
| 13. Februar | Fritz Einwald                                                  | deutscher Politiker (FDP/DVP), MdL                                                                              | 59    |       |
| 13. Februar | Forugh Farrochzad                                              | iranische Dichterin, Produzentin und Filmregisseurin                                                            | 32    |       |
| 13. Februar | Theodor Selig                                                  | deutscher römisch-katholischer Pfarrer, Geschichts- und Heimatforscher                                          | 92    |       |
| 13. Februar | Josef Spacil                                                   | deutscher SS-Standartenführer                                                                                   | 60    |       |
| 14. Februar | Lawrence Beesley                                               | britischer Lehrer und Autor                                                                                     | 89    |       |
| 14. Februar | Eugène Dupréel                                                 | belgischer Philosoph                                                                                            | 88    |       |
| 14. Februar | Anton Gindler                                                  | österreichischer Landwirt und Politiker (ÖVP), Abgeordneter zum Nationalrat                                     | 69    |       |
| 14. Februar | Ernst Ludwig Heuss                                             | deutscher Widerständler im Nationalsozialismus, nach Kriegsende Unternehmer; Sohn von Theodor Heuss und Elly... | 56    |       |
| 14. Februar | Wilhelm Horchler                                               | deutscher Maler                                                                                                 | 68    |       |
| 14. Februar | Levi R. Kelley                                                 | US-amerikanischer Politiker und Treasurer von Vermont                                                           | 68    |       |
| 14. Februar | Werner Kniehahn                                                | deutscher Maschinenbauer und Hochschullehrer                                                                    | 71    |       |
| 14. Februar | Gwilym Lloyd George, 1. Viscount Tenby                         | britischer Politiker (Liberal Party), Mitglied des House of Commons                                             | 72    |       |
| 14. Februar | Ward McVey                                                     | kanadischer Eishockeyspieler                                                                                    | 66    |       |
| 14. Februar | Henri Ribaut                                                   | französischer Pharmazeut, Entomologe und Zikaden-Experte                                                        |       |       |
| 14. Februar | Sig Ruman                                                      | deutschstämmiger Schauspieler in US-amerikanischen Filmen                                                       | 82    |       |
| 14. Februar | Peter Schindler                                                | dänischer Pfarrer und Schriftsteller                                                                            | 74    |       |
| 14. Februar | Max Schlenker                                                  | deutscher Jurist, Syndikus in der Schwerindustrie des Ruhrgebiets                                               | 83    |       |
| 14. Februar | Yamamoto Shūgorō                                               | japanischer Schriftsteller                                                                                      | 63    |       |
| 15. Februar | Wilhelm Bette                                                  | deutscher Politiker (CDU), MdL                                                                                  | 79    |       |
| 15. Februar | William C. Bullitt                                             | US-amerikanischer Botschafter                                                                                   | 76    |       |
| 15. Februar | Friedrich-Wilhelm Dernen                                       | deutscher Offizier, zuletzt Generalmajor der Reserve im Zweiten Weltkrieg                                       | 83    |       |
| 15. Februar | Hermann Haack                                                  | deutscher Verwaltungsjurist und Politiker                                                                       | 90    |       |
| 15. Februar | Hans Jantzen                                                   | deutscher Kunsthistoriker                                                                                       | 85    |       |
| 15. Februar | Antonio Moreno                                                 | spanisch-US-amerikanischer Schauspieler und Regisseur der Stummfilmära und der 1950er Jahre                     | 79    |       |
| 15. Februar | Simeon Radew                                                   | bulgarischer Schriftsteller und Diplomat                                                                        | 88    |       |
| 16. Februar | Hans Bessell                                                   | deutscher Jurist                                                                                                | 88    |       |
| 16. Februar | Smiley Burnette                                                | US-amerikanischer Schauspieler                                                                                  | 55    |       |
| 16. Februar | Léon Cantave                                                   | haitianischer Politiker, Präsident von Haiti                                                                    | 56    |       |
| 16. Februar | Hans Osterwald                                                 | deutscher Pädagoge und Biologe                                                                                  | 77    |       |
| 17. Februar | Ciro Alegría                                                   | peruanischer Schriftsteller, Politiker und Journalist                                                           | 57    |       |
| 17. Februar | Louise Henry                                                   | US-amerikanische Schauspielerin                                                                                 | 55    |       |
| 17. Februar | Dora Horn-Zippelius                                            | deutsche Malerin                                                                                                | 90    |       |
| 17. Februar | Fred Hume                                                      | kanadischer Lacrossespieler, Unternehmer, Politiker, sowie Fußball-, Lacrosse- und Eishockeyfunktionär          | 74    |       |
| 17. Februar | Rudolf Kotulan                                                 | deutscher Politiker (KPD/SED), Widerstandskämpfer und Polizeifunktionär                                         | 60    |       |
| 17. Februar | Joseph Pradel                                                  | deutscher Politiker (Zentrum), MdR                                                                              | 78    |       |
| 17. Februar | Victor Schiøler                                                | dänischer Pianist                                                                                               | 67    |       |
| 18. Februar | Robert Leiber                                                  | deutscher Jesuit, Professor an der Gregoriana, Privatsekretär von Papst Pius XII.                               | 79    |       |
| 18. Februar | Winifred Mayo                                                  | britische Theaterschauspielerin und Suffragette                                                                 | 97    |       |
| 18. Februar | Robert Oppenheimer                                             | US-amerikanischer Physiker                                                                                      | 62    |       |
| 18. Februar | Manuel Palau Boix                                              | spanischer Komponist und Professor                                                                              | 74    |       |
| 18. Februar | Karl Winter                                                    | deutscher evangelischer Theologe und Pastor (DC)                                                                | 84    |       |
| 19. Februar | Leonard Buczkowski                                             | polnischer Filmregisseur und Drehbuchautor                                                                      | 66    |       |
| 19. Februar | Nabor Carrillo Flores                                          | mexikanischer Kernphysiker und Rektor der UNAM                                                                  | 55    |       |
| 19. Februar | Emil Groß                                                      | deutscher Verleger und Politiker (SPD), MdL                                                                     | 62    |       |
| 19. Februar | Hermann Kehl                                                   | deutscher Chirurg                                                                                               | 80    |       |
| 19. Februar | Jean Keppi                                                     | elsässischer Politiker                                                                                          | 78    |       |
| 19. Februar | Willi Schröder                                                 | deutscher Leichtathlet                                                                                          | 72    |       |
| 20. Februar | Karl Aichhorn                                                  | österreichischer Politiker (ÖVP) und Abgeordneter zum Nationalrat                                               | 63    |       |
| 20. Februar | Antonio Azara                                                  | italienischer Politiker (DC), Mitglied des Senato della Repubblica                                              | 84    |       |
| 20. Februar | Erwin Jacobi                                                   | deutscher Politiker (DKP-DRP, DP, NPD), MdHB                                                                    | 64    |       |
| 20. Februar | Paul Klopfer                                                   | deutscher Architekt, Baubeamter und Fachautor                                                                   | 90    |       |
| 20. Februar | Jakob Mosimann                                                 | Schweizer Politiker (SP) und Gewerkschafter                                                                     | 86    |       |
| 20. Februar | Ulderico Sergo                                                 | italienischer Boxer                                                                                             | 53    |       |
| 20. Februar | Wladislaw Wladislawowitsch Wojewodski                          | russischer Physikochemiker                                                                                      | 49    |       |
| 21. Februar | Wolf Albach-Retty                                              | österreichischer Burgschauspieler                                                                               | 60    |       |
| 21. Februar | Charles Beaumont                                               | US-amerikanischer Drehbuchautor und Verfasser von Science-Fiction und Phantastik                                | 38    |       |
| 21. Februar | Bernard B. Fall                                                | US-amerikanischer Fotograf und Kriegsberichterstatter                                                           | 40    |       |
| 21. Februar | Kunigunde Fischer                                              | deutsche Politikerin                                                                                            | 84    |       |
| 21. Februar | Hansjakob Lill                                                 | deutscher Architekt                                                                                             | 53    |       |
| 21. Februar | Edgar Michaelis                                                | Psychotherapeut und Nervenarzt                                                                                  | 76    |       |
| 21. Februar | Eduardo Viana                                                  | portugiesischer Maler                                                                                           | 85    |       |
| 22. Februar | Fritz Erler                                                    | deutscher Politiker (SPD), MdL, MdB                                                                             | 53    |       |
| 22. Februar | David Ferrie                                                   | US-amerikanischer Privatdetektiv; Hauptzeuge in Ermittlungen wegen des Attentats auf John F. Kennedy            | 48    |       |
| 22. Februar | Johann Menso Folkerts                                          | deutscher Gründer der Emder NSDAP-Ortsgruppe, späterer Kreisleiter der Partei und Schriftleiter des regional... | 57    |       |
| 22. Februar | Leonhard Held                                                  | deutscher Ingenieur und Mitglied des Bayerischen Senats                                                         | 73    |       |
| 22. Februar | Robert Millar                                                  | US-amerikanischer Fußballspieler und -trainer                                                                   | 76    |       |
| 23. Februar | Emil Conrad                                                    | deutscher Autor und Sammler, erster Direktor des Wilhelm-Busch-Museums                                          | 81    |       |
| 23. Februar | Luigi Contessi                                                 | italienischer Turner                                                                                            | 72    |       |
| 23. Februar | Walter Georgii                                                 | deutscher Pianist                                                                                               | 79    |       |
| 23. Februar | Walter Götze                                                   | deutscher Maler und Grafiker                                                                                    | 65    |       |
| 23. Februar | Sigurður Einarsson í Holti                                     | isländischer Schriftsteller, Politiker und Theologe                                                             | 68    |       |
| 24. Februar | Asaf Jah VII.                                                  | letzter herrschender Nizam des indischen Fürstenstaates Hyderabad (1911–1948), um 1940 der reichste Mann der... | 80    |       |
| 24. Februar | Hermann Eugen Müller                                           | deutscher Bergbau- und Vermessungsingenieur                                                                     | 89    |       |
| 24. Februar | Otto D. Tolischus                                              | deutsch-US-amerikanischer Journalist                                                                            | 76    |       |
| 24. Februar | Franz Waxman                                                   | deutsch-US-amerikanischer Filmkomponist, Dirigent und Arrangeur                                                 | 60    |       |
| 25. Februar | Bente Bergendorff                                              | dänische Sprinterin                                                                                             | 37    |       |
| 25. Februar | Francis Patrick Carroll                                        | kanadischer Geistlicher, römisch-katholischer Bischof von Calgary                                               | 76    |       |
| 25. Februar | Heinrich Dinkelbach                                            | deutscher Industriemanager                                                                                      | 76    |       |
| 25. Februar | Gerald Grosvenor, 4. Duke of Westminster                       | britischer Aristokrat und Soldat                                                                                | 60    |       |
| 25. Februar | Jack Howell                                                    | US-amerikanischer Schwimmer                                                                                     | 68    |       |
| 25. Februar | Rudolf Kulicke                                                 | deutscher Politiker (SPD), MdA                                                                                  | 63    |       |
| 25. Februar | Fats Pichon                                                    | US-amerikanischer Jazz-Pianist, Sänger, Arrangeur und Songwriter                                                | 60    |       |
| 25. Februar | Hermann Schüttauf                                              | deutscher Gartenbau- und Landschaftsarchitekt                                                                   | 76    |       |
| 25. Februar | Franz Günther von Stockert                                     | deutsch-österreichischer Psychiater                                                                             | 68    |       |
| 26. Februar | Bill Clifton                                                   | kanadischer Jazzmusiker                                                                                         | 50    |       |
| 26. Februar | Georg D. Heidingsfelder                                        | deutscher Journalist, Lyriker in fränkischer Mundart, NS-Gegner                                                 | 67    |       |
| 26. Februar | Antonín Machát                                                 | tschechischer Schriftsteller, Druckereibesitzer und Funktionär                                                  | 86    |       |
| 26. Februar | Karl Ortner                                                    | österreichisch Kunsthistoriker                                                                                  | 67    |       |
| 26. Februar | Giuseppe Paratore                                              | italienischer Politiker                                                                                         | 90    |       |
| 26. Februar | Octacílio Pinheiro Guerra                                      | brasilianischer Fußballspieler                                                                                  | 57    |       |
| 26. Februar | Guido Schützendorf                                             | deutscher Opernsänger und Schauspieler                                                                          | 86    |       |
| 26. Februar | Max Taut                                                       | deutscher Architekt                                                                                             | 82    |       |
| 26. Februar | Maximo Yabes                                                   | US-amerikanischer Soldat                                                                                        | 35    |       |
| 26. Februar | Kurt Zweigert                                                  | deutscher Jurist und Bundesrichter                                                                              | 80    |       |
| 27. Februar | Bernhard Jägermann                                             | deutscher Politiker (CDU), MdL                                                                                  | 71    |       |
| 27. Februar | Wolfgang Kittel                                                | deutscher Eishockeyspieler und Vorstand Deutsche Lufthansa AG                                                   | 67    |       |
| 27. Februar | Regine Seidler                                                 | österreichische Pädagogin                                                                                       | 71    |       |
| 28. Februar | Cezaria Anna Baudouin de Courtenay-Ehrenkreutz-Jędrzejewiczowa | polnische Ethnologin                                                                                            | 81    |       |
| 28. Februar | Wilhelm Busch                                                  | deutscher Chemiker und Bergwerksdirektor                                                                        | 75    |       |
| 28. Februar | Dick Keith                                                     | nordirischer Fußballspieler                                                                                     | 33    |       |
| 28. Februar | Henry Luce                                                     | US-amerikanischer Verleger                                                                                      | 68    |       |
| 28. Februar | Alberto Mendoza y Bedolla                                      | mexikanischer Geistlicher, Bischof von Campeche                                                                 | 85    |       |
| 28. Februar | Péter Tóth                                                     | ungarischer Fechter                                                                                             | 84    |       |
| Februar     | Hasan Ekin                                                     | türkischer Fußballspieler                                                                                       | 57    |       |

## März
| Tag      | Name                                      | Beruf, bekannt als                                                                                              | Alter | Beleg |
| -------- | ----------------------------------------- | --- | ----- | ----- |
| 1. März  | Walter Dürrfeld                           | deutscher Ingenieur und Betriebsführer des Buna-Werks bei KZ Auschwitz III Monowitz                             | 67    |       |
| 1. März  | Pegeen Vail Guggenheim                    | US-amerikanische Malerin                                                                                        | 41    |       |
| 1. März  | Heinrich Hoffmann                         | deutscher Generalmajor im Zweiten Weltkrieg                                                                     | 73    |       |
| 1. März  | Walter Lessing                            | deutscher Politiker                                                                                             | 85    |       |
| 1. März  | Heinrich Melzer                           | deutscher Gewerkschafter und Widerstandskämpfer                                                                 | 76    |       |
| 1. März  | Walter Panofsky                           | deutscher Musikkritiker und -schriftsteller                                                                     | 53    |       |
| 1. März  | Toine van Renterghem                      | niederländischer Fußballspieler                                                                                 | 81    |       |
| 1. März  | Friedrich Wasmuth                         | deutscher evangelischer Pfarrer                                                                                 | 85    |       |
| 2. März  | Bernd Bergel                              | israelischer Komponist                                                                                          | 57    |       |
| 2. März  | John W. Donahey                           | US-amerikanischer Politiker                                                                                     | 61    |       |
| 2. März  | Jean Fellot                               | französischer Organist und Musikpädagoge                                                                        | 61    |       |
| 2. März  | Albert Gladstone                          | britischer Ruderer                                                                                              | 80    |       |
| 2. März  | Gordon Harker                             | britischer Schauspieler und Komiker bei Bühne und Film                                                          | 81    |       |
| 2. März  | Inoue Nisshō                              | japanischer buddhistischer Prediger und Nationalist                                                             | 79    |       |
| 2. März  | Hans Ledwinka                             | österreichischer Autokonstrukteur                                                                               | 89    |       |
| 2. März  | José Martínez Ruiz                        | spanischer Schriftsteller                                                                                       | 93    |       |
| 2. März  | Deolinda Rodrigues                        | angolanische Feministin und Widerstandskämpferin                                                                | 28    |       |
| 2. März  | Robert Scherer                            | deutscher Eisenhütteningenieur                                                                                  | 66    |       |
| 2. März  | Samuel de Sousa Leão Gracie               | brasilianischer Diplomat                                                                                        | 75    |       |
| 3. März  | Kurt von Borries                          | deutscher Regierungsbeamter, Landrat des Kreises Lübbecke                                                       | 82    |       |
| 3. März  | Otto Buurman                              | deutscher Arzt und Gesundheitspolitiker                                                                         | 76    |       |
| 3. März  | Friedrich Hueter                          | deutscher Verwaltungsjurist in Preußen                                                                          | 70    |       |
| 3. März  | Bernhard Jansa                            | deutscher evangelischer Pfarrer und Seelsorger                                                                  | 65    |       |
| 3. März  | Renāte Lāce                               | sowjetisch-lettische Sprinterin und Weitspringerin                                                              | 24    |       |
| 3. März  | Julius Schierenbeck                       | deutscher Chemieingenieur                                                                                       | 79    |       |
| 3. März  | Heinrich Wilper                           | deutscher Landwirt und Politiker (CDU), MdL, MdB                                                                | 58    |       |
| 4. März  | Fritz Blanke                              | deutsch-schweizerischer Kirchenhistoriker                                                                       | 66    |       |
| 4. März  | Vladan Desnica                            | jugoslawischer Schriftsteller                                                                                   | 61    |       |
| 4. März  | Michel Plancherel                         | Schweizer Mathematiker                                                                                          | 82    |       |
| 4. März  | Theodor Rittler                           | österreichischer Strafrechtler                                                                                  | 90    |       |
| 4. März  | Georg Thurn-Valsassina                    | österreichischer Großgrundbesitzer, Jäger und Naturschützer                                                     | 66    |       |
| 4. März  | José de la Soledad Torres y Castañeda     | mexikanischer Geistlicher, Bischof von Ciudad Obregón                                                           | 48    |       |
| 4. März  | Ludwig Vierthaler                         | deutscher Bildhauer                                                                                             | 92    |       |
| 5. März  | Mischa Auer                               | US-amerikanischer Film- und Theaterschauspieler russischer Herkunft                                             | 61    |       |
| 5. März  | Roger Babson                              | US-amerikanischer Statistiker, Wirtschafts- und Börsenprognostiker und Autor                                    | 91    |       |
| 5. März  | Martin Jentzsch                           | deutscher evangelischer Pfarrer und Lieddichter                                                                 | 87    |       |
| 5. März  | John Langley                              | US-amerikanischer Eishockeyspieler                                                                              | 70    |       |
| 5. März  | Mohammad Mossadegh                        | iranischer Politiker                                                                                            | 84    |       |
| 5. März  | Georges Vanier                            | kanadischer Rechtswissenschaftler, Generalmajor, Botschafter und Generalgouverneur                              | 78    |       |
| 6. März  | John Haden Badley                         | englischer Reformpädagoge                                                                                       | 102   |       |
| 6. März  | Carl Franz Joseph Anton Benedek           | österreichischer Künstler                                                                                       | 65    |       |
| 6. März  | Nelson Eddy                               | US-amerikanischer Opernsänger (Bariton) und Filmdarsteller                                                      | 65    |       |
| 6. März  | George A. Kelly                           | US-amerikanischer Psychologe, Professor für Klinische Psychologie                                               | 61    |       |
| 6. März  | Zoltán Kodály                             | ungarischer Komponist                                                                                           | 84    |       |
| 6. März  | Oscar Shaw                                | US-amerikanischer Schauspieler                                                                                  | 79    |       |
| 7. März  | Heinrich Everz                            | deutscher Holzschneider und Grafiker                                                                            | 84    |       |
| 7. März  | Harutjun Kalenz                           | armenisch-sowjetischer Maler                                                                                    | 56    |       |
| 7. März  | Sarra Dmitrijewna Lebedewa                | russische Bildhauerin und Hochschullehrerin                                                                     | 74    |       |
| 7. März  | Otto Maerker                              | deutscher Bildhauer                                                                                             | 75    |       |
| 7. März  | Gustaf Einar Du Rietz                     | schwedischer Botaniker, Ökologe und Pflanzensoziologe                                                           | 71    |       |
| 7. März  | Willie Smith                              | US-amerikanischer Altsaxophonist                                                                                | 56    |       |
| 7. März  | Johan Steenbergen                         | niederländischer Unternehmer                                                                                    | 80    |       |
| 7. März  | Alice B. Toklas                           | US-amerikanische Kochbuchautorin und Partnerin von Gertrude Stein                                               | 89    |       |
| 7. März  | Josef Vogt                                | deutscher Beamter und SS-Standartenführer im SS-Wirtschafts- und Verwaltungshauptamt (WVHA)                     | 83    |       |
| 7. März  | Hans Weinert                              | deutscher Anthropologe                                                                                          | 79    |       |
| 8. März  | Herman Chittison                          | US-amerikanischer Jazz-Pianist                                                                                  | 58    |       |
| 8. März  | Olena Kultschyzka                         | ukrainische Grafikerin, Malerin und Abgeordnete der Werchowna Rada                                              | 89    |       |
| 8. März  | Alexander Andrejewitsch Raspletin         | russischer Funktechniker, Kybernetiker und Raketenkonstrukteur                                                  | 58    |       |
| 8. März  | August Schläfer                           | deutscher Hochschullehrer und Gründungsrektor der heutigen Technischen Universität Chemnitz                     | 64    |       |
| 9. März  | Viktor Afritsch                           | österreichischer Filmschauspieler                                                                               | 60    |       |
| 9. März  | Frederic Cohen                            | deutsch-US-amerikanischer Komponist                                                                             | 62    |       |
| 9. März  | Guido Cominotto                           | italienischer Sprinter und Mittelstreckenläufer                                                                 | 65    |       |
| 9. März  | Jewgeni Kazura                            | sowjetischer Gewichtheber                                                                                       |       |       |
| 9. März  | Jakob Müller                              | Schweizer Politiker (FDP)                                                                                       | 71    |       |
| 9. März  | Horst von Pflugk-Harttung                 | deutscher Marineoffizier und Geheimdienst-Mitarbeiter                                                           | 77    |       |
| 9. März  | Carl Roth                                 | deutscher Politiker (SPD), MdL                                                                                  | 83    |       |
| 9. März  | Alfred Strasser                           | österreichischer Filmkomponist                                                                                  | 71    |       |
| 10. März | Giorgos Batis                             | griechischer Sänger, Komponist sowie Bouzouki- und Baglamas-Interpret                                           |       |       |
| 10. März | Vitale Bonifacio Bertoli                  | italienischer Ordensgeistlicher und römisch-katholischer Apostolischer Vikar von Tripolis                       | 69    |       |
| 10. März | Ina Boyle                                 | irische Komponistin                                                                                             | 78    |       |
| 10. März | Gustav Keckeis                            | Schweizer Verleger und Schriftsteller                                                                           | 82    |       |
| 10. März | Ambrose Kennedy                           | US-amerikanischer Politiker                                                                                     | 91    |       |
| 10. März | Josef Koch                                | deutscher Philosophiehistoriker und katholischer Theologe                                                       | 81    |       |
| 10. März | Alfred Noller                             | deutscher Regisseur und Intendant                                                                               | 68    |       |
| 10. März | Rudolf Reichert                           | deutscher Generalmajor im Zweiten Weltkrieg                                                                     | 73    |       |
| 10. März | Zach Whyte                                | US-amerikanischer Jazz-Bandleader und Banjospieler                                                              |       |       |
| 11. März | Geraldine Farrar                          | US-amerikanische Opernsängerin (Sopran) und Filmschauspielerin                                                  | 85    |       |
| 11. März | Hanns Lothar                              | deutscher Schauspieler                                                                                          | 37    |       |
| 11. März | Rudolf Schetter                           | deutscher Politiker (Zentrum), MdR                                                                              | 87    |       |
| 11. März | Walter A. Shewhart                        | US-amerikanischer Physiker, Ingenieur und Statistiker                                                           | 75    |       |
| 11. März | Michał Weichert                           | polnischer Jurist und Theatermacher                                                                             | 76    |       |
| 11. März | Llewellyn Williams                        | australischer Architekt                                                                                         | 82    |       |
| 12. März | Josef Brunauer                            | österreichischer Politiker (SPÖ), Mitglied des Bundesrates                                                      | 68    |       |
| 12. März | Helmut Kluck                              | deutscher Mediziner, SS-Führer und Senator für Volksgesundheit der Freien Stadt Danzig (1933–1939)              | 72    |       |
| 12. März | Jane Russell                              | amerikanische Endokrinologin                                                                                    | 56    |       |
| 12. März | Josef Sauer                               | deutscher Zeichner und Karikaturist                                                                             | 73    |       |
| 13. März | Andrej Andrejew                           | russischstämmiger Filmarchitekt, Zeichner und Bühnenbildner                                                     | 80    |       |
| 13. März | Vincenzo Del Signore                      | italienischer Geistlicher, Bischof von Fano                                                                     | 85    |       |
| 13. März | Louis Mücke                               | Landtagsabgeordneter Waldeck                                                                                    | 87    |       |
| 13. März | Bessie Rischbieth                         | australische Feministin und Sozialaktivistin                                                                    | 92    |       |
| 13. März | Paul Rosin                                | deutscher Ingenieur, Hochschullehrer und Unternehmer                                                            | 76    |       |
| 13. März | Arthur von Schwertführer                  | österreichisch-deutscher Kameramann                                                                             | 76    |       |
| 13. März | Erwin Wißmann                             | deutscher evangelischer Geistlicher                                                                             | 71    |       |
| 13. März | Frank Worrell                             | barbadischer Cricketspieler                                                                                     | 42    |       |
| 14. März | Eduard Baar-Baarenfels                    | österreichischer Heimwehr-Führer und Politiker                                                                  | 81    |       |
| 14. März | Alice Tisdale Hobart                      | US-amerikanische Schriftstellerin und Historikerin                                                              | 85    |       |
| 14. März | Willi Müller                              | deutscher Politiker (SPD), MdL                                                                                  | 72    |       |
| 14. März | Enrico Porro                              | italienischer Ringer                                                                                            | 82    |       |
| 14. März | Willy Rieger                              | deutscher Bahnradsportler                                                                                       | 62    |       |
| 14. März | Antonio Díaz Soto y Gama                  | mexikanischer Revolutionär und Politiker                                                                        | 87    |       |
| 14. März | Ko Suurhoff                               | niederländischer Politiker (PvdA) und Gewerkschaftsfunktionär                                                   | 61    |       |
| 15. März | Manfred Aron                              | deutsch-amerikanischer Industrieller                                                                            | 82    |       |
| 15. März | Howard Biers                              | US-amerikanischer Metallurg                                                                                     | 62    |       |
| 15. März | Friedrich Buchholz                        | deutscher Kunsthistoriker und Kantor                                                                            | 64    |       |
| 15. März | Anton Cloppenburg                         | niederländisch-deutscher Textilkaufmann und Firmengründer von Peek & Cloppenburg (Hamburg)                      | 80    |       |
| 15. März | George Laurence Craven                    | britischer Geistlicher, römisch-katholischer Weihbischof in Westminster                                         | 83    |       |
| 15. März | Hannes Mohr                               | österreichischer Geologe und Mineraloge                                                                         | 84    |       |
| 15. März | Franz Scheffel                            | deutscher Politiker (SPD), MdR                                                                                  | 93    |       |
| 15. März | Else Scheuer-Insel                        | Friedensaktivistin und Feministin                                                                               | 72    |       |
| 16. März | Agostino Frassinetti                      | italienischer Schwimmer                                                                                         | 69    |       |
| 16. März | James Friskin                             | schottisch-US-amerikanischer Pianist, Musikpädagoge und Komponist                                               | 81    |       |
| 16. März | Igor Wladimirowitsch Girsanow             | sowjetischer Mathematiker                                                                                       | 32    |       |
| 16. März | Herbert Krupp                             | deutscher Verwaltungsjurist, Landrat des Kreises Steinfurt (1935–1945)                                          | 72    |       |
| 16. März | Óscar Leblanc                             | spanischer Radrennfahrer                                                                                        |       |       |
| 16. März | Carl-Otto Lütkens                         | deutscher Politiker (CDU), MdBB                                                                                 | 63    |       |
| 16. März | Arthur L. Miller                          | US-amerikanischer Politiker                                                                                     | 74    |       |
| 16. März | Helmut Rex                                | deutsch-neuseeländischer Theologe                                                                               | 54    |       |
| 16. März | Jakob Sande                               | norwegischer Schriftsteller, Dichter und Sänger                                                                 | 60    |       |
| 17. März | Friedrich Wilhelm Kiekert                 | deutscher Unternehmer                                                                                           | 75    |       |
| 17. März | Zaharia Tănase                            | rumänischer Politiker (PMR)                                                                                     | 75    |       |
| 17. März | Wilhelm Vernekohl                         | deutscher Journalist                                                                                            | 65    |       |
| 17. März | Frank Wisbar                              | deutscher Regisseur, Produzent und Drehbuchautor                                                                | 67    |       |
| 18. März | Julio Baghy                               | ungarischer Autor und Schauspieler                                                                              | 76    |       |
| 18. März | Hedy Gura                                 | deutsche Opernsängerin (Mezzosopran) und Gesangslehrerin                                                        | 74    |       |
| 18. März | Alfred Keil                               | deutscher Politiker (SPD), MdA                                                                                  | 62    |       |
| 18. März | Waldemar Lestienne                        | französischer Autorennfahrer und Automobilingenieur                                                             | 88    |       |
| 18. März | Charlotte Lütkens                         | deutsche Soziologin                                                                                             | 70    |       |
| 18. März | Otakar Německý                            | tschechoslowakischer Skisportler                                                                                | 65    |       |
| 19. März | Per Bolstad                               | norwegischer Komponist und Violinist                                                                            | 91    |       |
| 19. März | Otto René Castillo                        | guatemaltekischer Lyriker, Literaturwissenschaftler und Guerillakämpfer                                         | 32    |       |
| 19. März | Edward Martin                             | US-amerikanischer Politiker                                                                                     | 87    |       |
| 19. März | Frederick E. Morgan                       | britischer Lieutenant-General im Zweiten Weltkrieg, plante Operation Overlord                                   | 73    |       |
| 19. März | Jens Nydahl                               | deutscher Politiker (SPD)                                                                                       | 84    |       |
| 19. März | Regina Quintanilha                        | portugiesische Anwältin und Frauenrechtlerin                                                                    | 73    |       |
| 20. März | Karl Bruchmann                            | deutscher Historiker, Archivar und Direktor des Bundesarchivs (1961–1967)                                       | 64    |       |
| 20. März | Ludwig von Ficker                         | österreichischer Schriftsteller und Verleger                                                                    | 86    |       |
| 20. März | Fidelino de Figueiredo                    | portugiesischer Autor, Politiker, Historiker, Romanist, Lusitanist, Hispanist und Komparatist, der in Spanie... | 77    |       |
| 20. März | Georg Große                               | deutscher Politiker (KPD), MdL                                                                                  | 70    |       |
| 20. März | Erik Hansen                               | deutscher Offizier, zuletzt General der Kavallerie im Zweiten Weltkrieg                                         | 77    |       |
| 20. März | Willy Knabe                               | deutscher Maler, Grafiker und Exlibriskünstler                                                                  | 70    |       |
| 20. März | Willy Krogmann                            | deutscher Germanist                                                                                             | 61    |       |
| 20. März | Erhard Langkau                            | deutscher Maler und Grafiker                                                                                    | 89    |       |
| 20. März | Charles Lavaivre                          | französischer Eishockeyspieler                                                                                  | 62    |       |
| 20. März | Hans Schäffer                             | deutscher Verwaltungsjurist und Ministerialbeamter                                                              | 80    |       |
| 20. März | Helmut Scholz                             | deutscher Politiker (SED)                                                                                       | 42    |       |
| 21. März | Marcellus Boss                            | US-amerikanischer Politiker                                                                                     | 66    |       |
| 21. März | Randy Brooks                              | US-amerikanischer Jazztrompeter und Bandleader                                                                  | 48    |       |
| 21. März | Ramón Encinas                             | spanischer Fußballspieler und -trainer                                                                          | 73    |       |
| 21. März | Richard Geisler                           | deutscher Paläontologe und Bergwerksdirektor                                                                    | 60    |       |
| 21. März | Alexander Macklin                         | britischer Arzt und Polarforscher                                                                               | 77    |       |
| 22. März | Gertrud Alexander                         | deutsch-sowjetische Kommunistin, Politikerin, Publizistin, Redakteurin und Kulturkritikerin                     | 85    |       |
| 23. März | Lalla Carlsen                             | norwegische Schauspielerin und Sängerin                                                                         | 77    |       |
| 23. März | Franz Hübotter                            | deutscher Arzt, Sinologe und Medizinhistoriker                                                                  | 85    |       |
| 23. März | Pete Johnson                              | US-amerikanischer Boogie Woogie-Pianist                                                                         | 62    |       |
| 23. März | Alois Junker                              | österreichischer Politiker (SDAP), Landtagsabgeordneter                                                         | 73    |       |
| 23. März | Duncan Macrae                             | britischer Schauspieler                                                                                         | 61    |       |
| 23. März | Karl Nahrgang                             | deutscher Heimatforscher und provinzialrömischer Archäologe                                                     | 67    |       |
| 23. März | Johannes Stein                            | deutscher Mediziner                                                                                             | 70    |       |
| 24. März | Schterjo Atanassow                        | bulgarischer Politiker und Offizier                                                                             | 65    |       |
| 24. März | Francesco Bracci                          | italienischer Kardinal der römisch-katholischen Kirche                                                          | 87    |       |
| 24. März | John Robert Cobb                          | US-amerikanischer Chirurg                                                                                       |       |       |
| 24. März | Anna Klara Fischer                        | deutsche Sozialpolitikerin und Frauenrechtlerin                                                                 | 79    |       |
| 25. März | Johannes Itten                            | Schweizer Maler und Kunstpädagoge                                                                               | 78    |       |
| 26. März | Carlos Duarte Costa                       | Bischof von Botucato und Gründer der Katholisch-Apostolischen Kirche Brasiliens                                 | 78    |       |
| 26. März | Wolfgang Langenbeck                       | deutscher Chemiker                                                                                              | 67    |       |
| 26. März | Paul H. Maloney                           | US-amerikanischer Politiker                                                                                     | 91    |       |
| 26. März | Ervin Šinko                               | jugoslawischer Schriftsteller und Professor                                                                     | 68    |       |
| 26. März | Robert Walter                             | deutscher Schriftsteller                                                                                        | 83    |       |
| 27. März | Malcolm Arbuthnot                         | britischer Fotograf, Bildhauer und Maler                                                                        |       |       |
| 27. März | Jaroslav Heyrovský                        | tschechischer Physikochemiker und Chemienobelpreisträger                                                        | 76    |       |
| 27. März | Lucien Hussel                             | französischer Politiker und Résistant                                                                           | 77    |       |
| 27. März | William Kincaid                           | US-amerikanischer Flötist und Hochschullehrer                                                                   | 71    |       |
| 27. März | Maria-Eugen vom Kinde Jesus               | römisch-katholischer Ordenspriester, Seliger                                                                    | 72    |       |
| 27. März | Hans Wolfgang Schulz                      | deutscher Maler und Grafiker                                                                                    | 56    |       |
| 28. März | Hermann Dietze                            | deutscher Maler                                                                                                 | 66    |       |
| 28. März | Berta Lask                                | deutsche Dichterin                                                                                              | 88    |       |
| 29. März | Martin Bahr                               | deutscher Wasserbauingenieur                                                                                    | 77    |       |
| 29. März | Jean Briner                               | Schweizer Politiker (SP)                                                                                        | 90    |       |
| 29. März | Emil Holz                                 | Schweizer Zitherspieler, Gitarrist und Komponist                                                                | 68    |       |
| 29. März | Hans Leistikow                            | deutscher Generalmajor im Zweiten Weltkrieg                                                                     | 71    |       |
| 29. März | Thomas T. Moulton                         | US-amerikanischer Film- und Tontechniker                                                                        | 71    |       |
| 29. März | Anton Roothaert                           | niederländischer Autor                                                                                          | 70    |       |
| 29. März | Fritz Schäffer                            | deutscher Politiker (BVP, CSU), MdL, MdB                                                                        | 78    |       |
| 29. März | Tom Williams, Baron Williams of Barnburgh | britischer Politiker (Labour Party), Mitglied des House of Commons                                              | 79    |       |
| 30. März | Albert Grießmeyer                         | deutscher Verwaltungsjurist und Ministerialbeamter                                                              | 87    |       |
| 30. März | Adolf Güntherschulze                      | deutscher Physiker                                                                                              | 88    |       |
| 30. März | William Hay, 11. Marquess of Tweeddale    | britischer Peer und Politiker                                                                                   | 82    |       |
| 30. März | Carljörg Lacherbauer                      | deutscher Jurist, Verwaltungsbeamter und Politiker (CSU, BP), MdL                                               | 64    |       |
| 30. März | Franz Maria Liedig                        | deutscher Marineoffizier, Widerstandskämpfer gegen den Nationalsozialismus sowie Politiker (CSU)                | 67    |       |
| 30. März | Richard Ruoff                             | deutscher Generaloberst im Zweiten Weltkrieg                                                                    | 83    |       |
| 30. März | Jean Toomer                               | US-amerikanischer Schriftsteller                                                                                | 72    |       |
| 30. März | Uriel Weinreich                           | US-amerikanischer Linguist                                                                                      | 40    |       |
| 30. März | Helmut Westermann                         | deutsch-baltischer Komponist                                                                                    | 71    |       |
| 31. März | Don Alvarado                              | mexikanisch-US-amerikanischer Schauspieler, Regieassistent und Produktionsmanager                               | 62    |       |
| 31. März | Kurt Biehayn                              | deutscher Vermesser                                                                                             | 81    |       |
| 31. März | Hieronim Feicht                           | polnischer Musikwissenschaftler, Komponist und Musikpädagoge                                                    | 72    |       |
| 31. März | Otto Horn                                 | österreichischer Parteifunktionär (KPÖ)                                                                         | 61    |       |
| 31. März | Rodion Jakowlewitsch Malinowski           | sowjetischer Marschall und Verteidigungsminister                                                                | 68    |       |
| 31. März | Ernst J. Martin                           | deutscher Dendrologe, Autor, Naturschützer und Zahnarzt                                                         | 66    |       |
| 31. März | Fritz Stege                               | deutscher Musikjournalist und Komponist                                                                         | 70    |       |
| März     | Karl Himmelstoss                          | deutscher Bildhauer und Porzellanbildner                                                                        | 94    |       |